# Оссендрейвер, Мануэла
Мануэла тен Кортенар-Оссендрейвер (нидерл. Manuela ten Kortenaar-Ossendrijver; род.31 августа 1970 года в Рейсвейке, провинция Южная Голландия) — нидерландская конькобежка, специализирующаяся в шорт-треке и  конькобежном спорте. Многократная призёр чемпионатов мира по шорт-треку. Есть родная сестра Эсмеральда Оссендрейвер, также шорт-трекистка национальной сборной.

## Биография
Мануэла Оссендрейвер была ростом всего 1м,57см, ей часто говорили, что с такими данными в спорте делать нечего. Она попала на международные соревнования в 1985 году, где участвовала на чемпионате мира в Амстердаме и завоевала первую бронзу в эстафете вместе со своей сестрой Эсмеральдой. Следом была ещё бронза в Шамони и снова в эстафете. А в 1987 году на первенстве мира в канадском Монреале Мануэла выиграла серебряную медаль на дистанции 500 метров и бронзу на 1500 метров. 
На чемпионате Нидерландов в 1988 году у Мануэлы были две главные соперницы сёстры Моник Велзебур и Симона Велзебур с которыми шла борьба за поездку на Олимпийские игры в Калгари, где шорт-трек был показательным видом спорта. На дистанции 1000 метров Симона срезала путь Мануэле и та упала, её ноги застряли между ограждении и были травмированы. Симону дисквалифицировали, а Мануэле судья предложил продолжить соревнования. Моник Велзебур готовилась к выходу на старт, когда Мануэла и её сестра Эсмеральда пошли за коньками и зацепили Моник, та упала на пол. Этот инцидент стоил обеим сестрам Оссендрейвер поездки в Калгари, кубка мира в Санкт-Петербурге и кубка Европы в Будапеште. С тех пор между семьями Велзебур и Оссендрейвер возникла вражда. Мануэла на год уехала в Миннесоту, где тренировалась под руководством Сьюзен Сандвиг. 
В 1990 году она вернулась на домашний  чемпионат мира в Амстердаме и смогла занять второе место на 1000 метров и бронзу в эстафете. В общем зачёте была на пятом месте. В 1991 году Мануэла переключилась на длинные дистанции, ей очень хотелось соревноваться на марафонских дистанциях, на знаменитом катке Тиалф. Она продолжала соревноваться в марафонских забегах до 1999 года.